# Contrato de fianza
El contrato de fianza es una convención que dice de garantía personal en virtud de la cual un tercero, ajeno al negocio principal garantizado, se compromete a responder, subsidiaria o solidariamente, del cumplimiento ante el acreedor,  en lugar del deudor, que es el obligado principal, para el caso en que este no cumpla. 
El contrato de fianza es básicamente gratuito y consensual, pues se perfecciona por la simple manifestación de voluntad del fiador aceptada por el acreedor, ya lo quiera y lo conozca el deudor, o incluso aunque lo ignore.

## Características del contrato de fianza
El contrato de fianza presenta los siguientes caracteres:

### Accesorio
La garantía presupone la existencia de una obligación principal a la que accede, y en virtud de este carácter se contamina de la nulidad del contrato principal, de su extinción, o de su cesibilidad, por el principio que establece que lo accesorio sigue la suerte de lo principal.

### Consensual
Queda concluido para producir sus efectos propios desde que las partes hubieren manifestado recíprocamente su consentimiento.

### Conmutativo
Porque las ventajas y desventajas que se procuran, las partes las conocen desde el momento de la constitución de la fianza. Si bien existe la incertidumbre de que el deudor cumpla o no con la obligación, no quiere decir que esté sometido a una aleatoriedad, porque las ventajas y desventajas del contrato no se ven afectadas, solo está sujeto a una condición.

### Unilateral
La fianza es normalmente, un contrato unilateral ya que sólo crea obligaciones para el fiador.

### Gratuito
El hecho que se le reconozca al fiador la facultad de estipular con el deudor una remuneración por el favor prestado, no significa que la fianza deje de ser gratuita, ya que el deudor no es parte del contrato.

### Subsidiario
Se trata de una característica de la obligación y no del contrato, en virtud de la cual solo se exigirá la obligación el fiador en efecto al incumplimiento por parte del deudor principal.

## Efectos del contrato de fianza

### Efectos entre acreedor y fiador
- El acreedor puede perseguir al fiador desde que la obligación se haya hecho exigible; no siendo necesario perseguir al deudor principal (a no ser que este interponga el beneficio de excusión).
- El fiador, antes de ser requerido de pago, puede pagar la deuda. En este caso, las  obligaciones del fiador son las siguientes:
  - Si paga antes del plazo, deberá esperar a que se cumpla este para ejercitar contra el deudor la acción de reembolso.
  - Deberá dar aviso al deudor antes de pagar anticipadamente, de no hacerlo la sanción es:
    - El deudor puede oponer todas las excepciones que pudo oponer el acreedor.
    - El fiador pierde la acción de reembolso, en caso de que el deudor pague la deuda al acreedor ignorando que ya la ha pagado el fiador.
- El fiador puede oponer el beneficio de excusión, el beneficio de división, la excepción de subrogación y las excepciones reales o personales.

### Efectos entre fiador y deudor
- El fiador tiene derecho para que el deudor le obtenga el relevo o le caucione las resultas de la fianza, o consigne medios para el pago en los siguientes casos (estos derechos no se extienden al que afianzó contra la voluntad del deudor):
  - Cuando el deudor principal disipa temerariamente sus bienes.
  - Cuando el deudor se obligó a obtener el relevo de la fianza dentro de cierto plazo y este ya ha vencido.
  - Cuando se ha cumplido la condición o vencido el plazo y se hace, en consecuencia, exigible la obligación en todo o parte.
  - Cuando haya fundado temor que el deudor principal se fugue o no deje bienes suficientes para el pago de la deuda.

- Fiador y deudor están obligados recíprocamente a darse aviso del pago.
  - Si el deudor paga sin dar aviso al fiador será responsable de lo que este ignorando el pago pagare de nuevo, pero tendrá acción de reembolso en contra del acreedor.
  - Si paga el fiador sin dar aviso al deudor y el deudor paga la deuda, el fiador no tiene acción de reembolso contra el deudor, pero sí puede repetir contra el acreedor por el pago de lo no debido, además en caso de haber pagado precipitadamente podrá el deudor oponer a la acción de reembolso todas las acciones que pudo oponer el acreedor.
- El fiador tiene derecho a que se le reembolse lo pagado, esto es por vía de la acción de reembolso.
- El fiador tiene derecho a que se le reembolsen los otros perjuicios, de acuerdo con las reglas generales.
- El fiador que paga la deuda se subroga en los derechos del acreedor.

### Efectos entre cofiadores
- Cuando son varios, la deuda se divide entre ellos, de iure, en partes iguales.
- El cofiador que paga más de lo que le corresponde, tiene derecho a que sus cofiadores le reembolsen el exceso.
- Entre ellos pueden oponerse las excepciones reales y

## Extinción del contrato de fianza
La fianza se extingue: 
- Por vía consecuencial con la extinción de la obligación principal.
- Por haber ocurrido respecto de la fianza misma cualquiera de las causas por las que se extinguen las obligaciones
- Por medios especiales.
  - El relevo de la fianza en verdad no es una forma particular de extinción de la fianza sino una modalidad de la remisión o de la resciliación.
  - Cuando el acreedor por hecho o culpa suya ha perdido las acciones en que el fiador tenía el derecho de subrogarse. Este sí es un modo especial de extinguir la fianza.
  - La confusión, que es aplicación de las reglas generales.